# Paralla
Paralla – rumuńska jednostka pieniężna z lat 1867–1918, odpowiadająca 1/40 lejowi lub też tureckiemu para.